# Thomas Buckner
Thomas Buckner (1941) is een Amerikaanse baritonzanger, gespecialiseerd in de uitvoering van hedendaagse klassieke muziek en geïmproviseerde muziek. In zijn werk maakt hij gebruik van een breed scala aan uitgebreide (niet-traditionele) vocale technieken. Buckner is een kleinzoon van de oprichter van International Business Machines Thomas J. Watson sr. Begin jaren 1970, terwijl zijn oom John N. Irwin II de Amerikaanse ambassadeur in Frankrijk was, was Buckner een van de ongeveer 500 links gerichte Amerikanen op de zogenaamde 'vijandenlijst' van Richard Nixon. Hij groeide op in Westchester County, New York en woont sinds 1983 in New York. Zijn vrouw is de bharata natyam-danseres Kamala Cesar, met wie hij in 1992 trouwde. Hij is de broer van schilder Walker Buckner en de kinderadvocaat Elizabeth Buckner. Buckner is een alumnus van de Music Academy of the West, waar hij in 1970 aanwezig was.

## Biografie
Buckner werkt ook als concertpromotor in Berkeley (Californië) en richtte de 1750 Arch Concerts op, die acht jaar lang meer dan 100 muzikale evenementen per jaar presenteerden. Hij richtte ook het platenlabel 1750 Arch Records op, dat meer dan 50 lp's uitbracht. Ook in Berkeley leidde hij het 23-koppige Arch Ensemble. Hij exploiteert het platenlabel Mutable Music. Buckner heeft opgetreden met Roscoe Mitchell, Gerald Oshita, Phill Niblock, Borah Bergman, David Darling, Gustavo Aguilar, Wu Man en Earl Howard. Meer dan 70 componisten hebben voor hem werken gemaakt. Deze omvatten Robert Ashley, Noah Creshevsky, Alvin Lucier, Annea Lockwood, Bun-Ching Lam, Morton Subotnick, Jerome Cooper, David Wessel, Tom Hamilton, Leroy Jenkins en Wadada Leo Smith.

## Discografie
Met Muhal Richard Abrams
- 2001: The Visibility of Thought (Mutable)

Met Roscoe Mitchell
- 2001: 8 O'Clock: Two Improvisations (Mutable)
- 2011: Numbers (RogueArt)

- Bibliothèque nationale de France: cb14160040c (data)
- Gemeinsame Normdatei: 13479463X
- International Standard Name Identifier: 0000 0000 6310 9979
- Library of Congress Control Number: n83127106
- Nationale Bibliotheek van Letland: 000103537
- MusicBrainz: 38c7d8e8-52ed-4b70-a65a-5ba20058fd60
- SNAC: w65b7qtx
- Virtual International Authority File: 67841708
- WorldCat: E39PBJh8Ht3gwwMcYdvXgmYMfq